# Il viaggio di Norm
Il viaggio di Norm (Norm of the North) è un film d'animazione del 2016 diretto da Trevor Wall.

## Trama
Norm, un orso polare, è il figlio del Re dell'Artico, ed è in grado, come il nonno, di parlare con gli umani; è proprio questa abilità a renderlo un reietto da parte dell'intera società artica, accettato soltanto da un gabbiano saggio di nome Socrate, un'orsa polare di nome Elizabeth, di cui Norm è innamorato, e tre lemmings.
Alcuni anni più tardi, dopo la scomparsa del nonno, l'Artico comincia a riempirsi di turisti umani. Questo si rivela essere un'idea di Mr. Greene, un riccone che, dopo aver installato un condominio di lusso sul ghiaccio, intende fare lo stesso anche per gli altri umani che si trovano lì. Dopo che durante una valanga Norm salva Vera, rappresentante di Mr. Greene, quest'ultimo la incarica di trovare un attore che interpreti un orso polare per la sua campagna. Socrate convince Norm ad assecondare l'idea, imbarcarsi a New York e tentare di convincere Mr. Greene ad abbandonare il progetto. Arrivato in città, Norm riesce a farsi invitare da Vera e tenta di farsi passare per un attore umano, ma riesce solo a far capire a Greene che questi è un orso polare vero, e a farlo sospettare che sia venuto a salvare suo nonno, da lui rapito. In seguito, avviene un incidente in un ristorante, nel quale Greene tenta di colpire Norm con un tranquillizzante. Norm riesce a fermare il riccone, ma ne consegue l'attenzione dei media e l'aumento dell'approvazione di Greene, il quale decide di assumere l'orso come sua mascotte.
L'orso, con questa qualità, viene assunto per uno show televisivo, ma prima di raggiungerlo viene istigato da Olympia, la figlia di Vera, ad alzare l'approvazione di Greene e poi a parlare contro di lui per salvare l'Artico; Greene sabota però il piano di Norm e riproduce un dialogo registrato nel quale Norm sosteneva il progetto di Greene. Distrutto, l'orso viene raggiunto da Vera e Olympia, che affermano che Greene sta facendo installare altre case nell'Artico. Norm scopre inoltre che Greene sta corrompendo un membro del Consiglio Polare, ed espone il piano a Pablo, uno degli investitori del riccone. Vera rinuncia alla sua posizione e viene assunta da Pablo. Norm e i lemmings inseguono il furgone che sta trasportando le case nell'Artico, e Greene risponde con un altro furgone che trasporta il nonno di Norm. L'orso viene presto catturato, ma i lemmings liberano sia lui che il nonno e i due raggiungono la barca che trasporta le case nell'Artico. I due riescono a staccare le case, ma a seguito di un incidente Norm viene separato dal nipote e perde i sensi.
Risvegliatosi nell'Artico, l'orso si ricongiunge con i lemmings e gli altri animali e viene raggiunto dal nonno, che lo premia per il suo eroismo. Mr. Greene viene umiliato dopo che il suo piano viene scoperto al pubblico, Vera e Olympia si godono la loro vita con Pablo come loro nuovo capo, e Norm, incoronato Re dell'Artico, si sposa con Elizabeth che gli dà ben tre cuccioli.

## Promozione
Il primo trailer del film viene diffuso il 6 agosto 2015.

## Distribuzione
La pellicola è stata distribuita nelle sale cinematografiche statunitensi a partire dal 15 gennaio 2016, insieme a 13 Hours: The Secret Soldiers of Benghazi e Ride Along 2 - Un poliziotto ancora in prova, mentre in Italia è stata distribuita dal 4 febbraio.

## Accoglienza

### Incassi
Il film ha incassato 17 milioni di dollari nel Nord America e 13,6 nel resto del mondo, per un totale mondiale di 30,7 milioni di dollari.

### Critica
Il film è stato stroncato dalla critica.
Sull'aggregatore Rotten Tomatoes il film ha ricevuto il 6% delle recensioni professionali positive su 69 critiche, mentre su Metacritic ottiene un punteggio di 21 su 100 basato su 18 critiche. Su CinemaScore ottiene una "B–" su una scala da A+ a F.
Il critico Mark Dujsik ha dato al film una stella su 4, così come James White di Empire; Mark Kermode di The Observer boccia il film definendolo "una favola mediocre sotto la media de L'era glaciale i cui veri protagonisti sono un gruppo di volgari lemmings"; Michael Rechtshaffen del Los Angeles Times lo ha considerato "malamente poco ispirato", mentre Soren Andersen di The Seattle Times lo ha considerato "una commedia animata idiota a cui nessun bambino dovrebbe esservi esposto".

## Sequel
Il film ha avuto tre sequel: Il viaggio di Norm - Le chiavi del regno (Norm of the North: Keys to the Kingdom) del 2018, Il viaggio di Norm - Un'avventura formato reale (Norm of the North: King Sized Adventure) del 2019 e Il viaggio di Norm - Vacanze in famiglia (Norm of the North: Family Vacation) del 2020.